# Sikorsky HH-60 Pave Hawk
Il Sikorsky HH-60 Pave Hawk è un elicottero biturbina CSAR prodotto dall'azienda statunitense Sikorsky Aircraft Corporation ed attualmente in servizio nell'United States Air Force (USAF).
Sviluppato dal più noto UH-60 Black Hawk, l'HH-60 è un membro della famiglia degli S-70 prodotti dall'azienda statunitense.
Il nome "Pave" deriva da Precision Avionics Vectoring Equipment, "Hawk" significa falco in inglese.

## Storia
Nel 1981 l'USAF, che doveva sostituire i suoi HH-3E Jolly Green Giant, scelse l'UH-60 Black Hawk. Dopo averne acquisiti alcuni, l'USAF cominciò ad aggiornarli facendo aggiungere una sonda per il rifornimento in volo e dei serbatoi supplementari in cabina, e sostituendo le mitragliatrici da 7,7 mm con quelle da 12,7 mm XM-218. Entrarono in servizio nel 1987. Successivamente gli UH60A furono rinominati MH60G Pave Hawk. Gli aggiornamenti dovevano essere svolti in due fasi, ma la mancanza di finanziamenti permise la costruzione di solo 16 esemplari, assegnati alle operazioni speciali. I restanti 82 furono usati per la ricerca e il soccorso. Nel 1981, i Pave Hawk per il soccorso sono stati rinominati HH60G.
Gli HH-60G Pave Hawk sono in uso anche presso il 56th Rescue Squadron dell'USAFE basato ad Aviano.

## Utilizzatori
Stati Uniti
- USAF

97 esemplari al 2016. A questi si andranno ad aggiungere 21 UH-60L considerati surplus dall'US Army, che l'Usaf convertirà in HH-60G.
 Corea del Sud
- Daehan Minguk Gonggun

29 esemplari della versione HH-60P.
 Norvegia
- Kongelige Norske Luftforsvaret

A luglio 2025 il Dipartimento di Stato USA ha autorizzato l'acquisto di 9 HH-60W per la ricerca e soccorso in combattimento.